# Czerniejewo (stad)
Czerniejewo is een stad in het Poolse woiwodschap Groot-Polen, gelegen in de powiat Gnieźnieński. De oppervlakte bedraagt 10,2 km², het inwonertal 2546 (2005).